# Alfons Thoman
Alfons Hieronim Thoman vel Thomann (ur. 5 kwietnia 1885 w Grzegórzkach, zm. po 1949) – podpułkownik Korpusu Kontrolerów Wojska Polskiego, działacz ewangelicki i niepodległościowy, bibliofil.

## Życiorys
Urodził się 5 kwietnia 1885 w Grzegórzkach, w ówczesnym powiecie krakowskim Królestwa Galicji i Lodomerii, w rodzinie Hieronima i Karoliny z Langów. W 1904 ukończył z odznaczeniem Gimnazjum św. Jacka w Krakowie. Współzałożyciel (1901), skarbnik i członek zarządu centralnego tajnego Związku im. Szymona Konarskiego. Od 1903 komendant hufca szkolnego w Krakowie. W 1911 uzyskał absolutorium na Wydziale Prawa Uniwersytetu Jagiellońskiego. Współzałożyciel Związku Akademików i założyciel Komitetu Akademików Polskiej Młodzieży Ewangelickiej w Krakowie. W 1913 awansował z pomocnika kancelaryjnego na nadetatowego praktykanta kancelaryjnego w Magistracie stoł. król. miasta Krakowa.
W latach 1908–1909 odbył obowiązkową służbę wojskową w cesarskiej i królewskiej Armii w charakterze jednorocznego ochotnika. Na stopień kadeta rezerwy został mianowany ze starszeństwem z dniem 1 stycznia 1912. Miał przydział w rezerwie do Pułku Piechoty Nr 13 w Opawie. W szeregach tego pułku, noszącego przydomek „Krakowskie Dzieci”, walczył na frontach I wojny światowej (rosyjskim, włoskim i rumuńskim). Dowodził batalionem. Na stopień porucznika rezerwy został mianowany ze starszeństwem z dniem 1 listopada 1914, a na stopień nadporucznika rezerwy awansowany ze starszeństwem z 1 maja 1916 w korpusie oficerów piechoty.
W Wojsku Polskim służył m.in. na stanowisku szefa wydziału w Departamencie Gospodarczym Ministerstwa Spraw Wojskowych, szefa adiutantury Szkoły Sztabu Generalnego w Warszawie i w Korpusie Kontrolerów na stanowisku szefa grupy. 1 grudnia 1924 prezydent RP nadał mu stopień podpułkownika z dniem 15 sierpnia 1924 i 2. lokatą w korpusie oficerów kontrolerów. Z dniem 30 kwietnia 1933 został przeniesiony w stan spoczynku. Mieszkał w Warszawie przy ul. Senatorskiej 29. 
Ogłosił wspomnienia z czasów bezpośrednio przed I wojną światową i z wojny światowej w „Polsce Zbrojnej” i „IKC”.
Był erudytą i bibliofilem. W latach 1934–1936 pełnił funkcję prezesa istniejącego od 1921 w Warszawie Towarzystwa Bibliofilów Polskich, a od 1936 był członkiem zarządu towarzystwa. W czasie swojej prezesury wyciągnął organizację z długów, zreorganizował ją i przystosował do nowych warunków funkcjonowania. Był również członkiem zarządu Związku Przyjaciół Litwy w Warszawie.
Alfons Thoman był działaczem społeczności ewangelickiej, członkiem Wydziału Kościelnego Polaków Ewangelików Małopolski. 17 kwietnia 1933 w ewangelicko-augsburskim kościele Świętej Trójcy w Warszawie zawarł związek małżeński z Józefą Tomasińską. Zmarł po roku 1949.

## Ordery i odznaczenia
- Złoty Krzyż Zasługi – 10 listopada 1938 „za zasługi w służbie wojskowej”[30]
- Medal Niepodległości – 6 czerwca 1931 „za pracę w dziele odzyskania niepodległości”[31][2]
- Medal Pamiątkowy za Wojnę 1918–1921[3]
- Medal Dziesięciolecia Odzyskanej Niepodległości[3]
- Srebrny Medal Zasługi Wojskowej z mieczami na wstążce Krzyża Zasługi Wojskowej[11]
- Brązowy Medal Zasługi Wojskowej z mieczami na wstążce Krzyża Zasługi Wojskowej[11]
- Krzyż Wojskowy Karola[11]

4 kwietnia 1938 Komitet Krzyża i Medalu Niepodległości ponownie rozpatrzył jego wniosek, lecz Krzyża Niepodległości mu nie przyznał.